# Donkere rookkorst
Donkere rookkorst (Catillaria chalybeia) is een korstmossoort uit de familie Catillariaceae. 

## Determinatie
Donkere rookkorst is een korstvormig korstmos met een dun, grijs, groenachtig tot grijszwart thallus. Apotheciën zijn meestal talrijk aanwezig. Deze zijn klein (0,2–0,5 in diameter), donkergrijs van kleur en met een zwartgrijze rand. Het prothallus is meestal onduidelijk of afwezig.
De asci zijn (40–)45–60(–70) µm lang en bevatten acht sporen. De ascosporen zijn hyaliene, 1-septaat, langwerpig-eivormig tot langwerpig-ellipsoïde, de uiteinden afgerond tot puntig. De sporenmaat is 8–12 × 3–5 µm. De pycnidiën zijn ingezonken. Pycnosporen zijn rond of ellipsoïde en meten 50 × 80 µm of 100 µm in diameter.
Donkere rookkorst heeft de volgende kenmerkende kleurreacties: K-, C-, KC-, P-. 

## Ecologie
Donkere rookkorst groeit epilitisch op zure steen zoals baksteen, leisteen en graniet en is veel te vinden op muren, monumenten en begraafplaatsen. Hij leeft in symbiose met een chlorococcoïde alg. Begeleidende soorten zijn o.a. grijsgroene steenkorst, steenspiraalkorst en donker landkaartmos.

## Verspreiding
Het verspreidingsgebied van donkere rookkorst strekt zich uit over Europa, Noord-Afrika, Zuid-Amerika en Noord-Amerika. In Nederland is het een vrij algemene soort. Het is niet bedreigd en staat niet op de Nederlandse Rode Lijst.